# Ramazan Özkabak
Ramazan Özkabak (* 1. Januar 1996 in Gaziantep) ist ein türkischer Fußballspieler.

## Karriere

### Vereinskarriere
Özkabak begann mit dem Vereinsfußball in der Jugend von Gaziantep Büyükşehir Belediyespor und spielte hier sechs Spielzeiten lang ausschließlich für die Jugend- bzw. später für die Reservemannschaft. Im April 2014 erhielt er bei diesem Verein einen Profivertrag und kam in der Zweitligapartie vom 3. Mai 2014 gegen Fethiyespor zum Einsatz.
Für die Saison 2015/16 wurde er von seinem Verein Gaziantep BB an den Viertligisten Bodrumspor ausgeliehen.